# Детские игры 3
«Детские игры 3» (англ. Child’s Play 3) — американский сверхъестественный слэшер с элементами чёрного юмора 1991 года режиссёра Джека Бендера, третий во франшизе «Детские игры». Хотя фильм вышел спустя чуть меньше года после второй части, хронологически он разворачивается спустя восемь лет после неё и за месяц до событий «Невесты Чаки» (которая была снята семь лет спустя). Исполнительным продюсером выступил Дэвид Киршнер, который продюсировал первые два фильма серии «Детские игры».
Выпущенный 30 августа 1991 года в США компанией Universal Pictures, фильм «Детские игры 3» получил смешанные — с уклоном в отрицательные — отзывы от критиков и показал слабые результаты в прокате, собрав всего 20,5 миллионов долларов по всему миру при бюджете в 13 миллионов долларов. Фильм получил печальную известность в Великобритании: предположительно, он вдохновил малолетних убийц на расправу над Джеймсом Балджером и Сюзанны Каппер.

## Сюжет
Через восемь лет после второй гибели Чаки компания Play Pals возобновляет производство кукол Good Guy и вновь открывает заброшенную фабрику. Кровь с куска плоти Чаки случайно попадает в чан с жидкой пластмассой, используемой для производства кукол. Чаки попадает в дом директора компании Салливана, убивает его и находит в сети информацию об Энди Баркли. Сейчас ему 16 лет, его отправили в военную школу Кент после того, как он не ужился в нескольких приёмных семьях. Полковник Кокрейн, комендант школы, советует Энди забыть свои «фантазии» о кукле. Энди знакомится с кадетами Уайтхёрстом, восьмилетним кадетом Тайлером, и Кристин де Сильвой. Кристин и Энди начинают испытывать чувства к друг другу. Их начальник кадет-подполковник Бретт С. Шелтон, постоянно издевается над кадетами.
Для Энди приходит посылка, Тайлера просят отнести её. Мальчик видит в коробке куклу Хорошего Парня, которую он видел в рекламе, и относит её в подвал. Чаки разрывает упаковку и выпрыгивает наружу. Сначала он злится на Тайлера, что тот вскрыл посылку, предназначенную для Энди, но решает подружиться с мальчиком. Подошедший Кокрейн находит куклу и выбрасывает её в мусоровоз. Чаки поднимает крик, водитель мусоровоза залезает в кузов. Чаки включает пресс-машину, подбежавшие кадеты с ужасом разглядывают останки водителя.
Чаки рассказывает Энди что собирается вселиться в тело Тайлера. Подошедший Шелтон, увидев куклу поднимает Энди на смех и забирает игрушку. Энди пробирается в комнату Шелтона, чтобы забрать куклу, но Шелтон просыпается. Чаки исчез. Шелтон решает что куклу украли и наказывает всех кадетов. Де Сильва и Айверс вновь срывают планы Чаки. Он пробирается в музей, и пугает Кокрейна, который при виде ожившей куклы умирает от сердечного приступа. Энди пытается убедить Тайлера, что «Чарльз плохой», но Тайлер отказывается верить. Школьный парикмахер-садист, сержант Бортник находит куклу в ящике и собирается её остричь, но Чаки выхватывает бритву и перерезает Бортнику горло и прогоняет подошедшего Уайтхёрста, кадет в панике убегает.
Заместитель Кокрейна всё равно решает провести ежегодные военные игры. Кадеты делятся на две команды: «красные» и «синие». Игра похожа на пейнтбол, команды вооружённые винтовками с красящими шариками должны захватить вражеское знамя. Чаки тайком заменяет пули «красных» на боевые патроны и отводит Тайлера в лес. Тайлер догадывается о подлинной сущности Чаки, наносит ему удар ножом и убегает. Чаки захватывает в заложники де Сильву и требует от Энди привести. Подошедшая группа «синих» во главе с Шелтоном потрясена, увидев ожившую куклу. В этот момент передовой отряд «красных» открывает огонь, Шелтон убит первым выстрелом, Тайлер убегает. Командир «красных» в ужасе понимает что они стреляли боевыми патронами и набрасывается на Энди. Пока их пытаются разнять, Чаки бросает гранату. Уайтхёрст погибает, накрыв гранату своим телом, Де Сильва и Энди бросаются в погоню за Тайлером и Чаки.
Тайлер добирается до карнавала и пытается спрятаться. Чаки убивает охранника, похищает Тайлера и ранит Кристин выстрелом в ногу из украденного пистолета. Энди удаётся сорвать ритуал Чаки и бросить куклу в вентилятор, чьи лопасти разрывают Чаки в клочья. На место действия прибывает полиция.

## В ролях
- Брэд Дуриф — голос Чаки
- Джастин Уолин — Энди Барклай
  - Алекс Винсент — Энди Барклай в детстве (фото)
- Перри Ривз — Кристин Де Сильва
- Джереми Силверс — Рональд Тайлер
- Дин Джекобсон — Гарольд Обри Уайтхёрст
- Трэвис Файн — Кадет-подполковник Бретт С. Шелтон
- Донна Эскра — Джеки Айверс
- Эндрю Робинсон — Сержант Ботник
- Дэкин Мэтьюз — Полковник Кокрейн
- Бёрк Бирнс — Сержант Кларк
- Мэттью Уолкер — Кадет-майор Эллис
- Питер Хэскелл — Мистер Салливан
- Кэтрин Хикс — Карен Барклай (фото)

## Производство
Фильм «Детские игры 3» ушёл в производство сразу же после успеха своего предшественника. Слэшер был выпущен ровно через 9 месяцев после выхода второго фильма, что вызвало давление на Дона Манчини, который должен был придумать сюжетную линию в таком напряжённом графике. Первоначально он хотел представить концепцию «нескольких Чаки» в фильме, но из-за бюджетных ограничений идея была в конечном итоге отменена. Позже Манчини использовал эту концепцию в последнем фильме оригинальной серии «Культ Чаки» 2017 года.

## Отзывы критиков
На Rotten Tomatoes фильм имеет рейтинг одобрения 21 % на основе отзывов 14 критиков, а средний рейтинг составляет 4,50/10, что делает его самым плохим рецензируемым фильмом из серии на сайте. На Metacritic он имеет оценку 27 % на основе отзывов 13 критиков, что указывает на «в целом неблагоприятные отзывы».
Крис Хикс из Deseret News назвал фильм «извращённым» и раскритиковал сюжет. Кэрин Джеймс из The New York Times назвала куклу Чаки «впечатляющим технологическим достижением», но подчеркнула, что фильму «не хватает остроты и тёмного юмора» оригинала. Variety назвал его «бессмысленным продолжением», но похвалил актёрскую игру. Ричард Харрингтон из The Washington Post написал: «Чаки сам по себе аниматронное наслаждение, но можно подозревать, что вся энергия и бюджет фильма были посвящены тому, что по сути является пони с одним трюком». Стивен Уигл из The Baltimore Sun назвал фильм «развлечением для любого поклонника жанра слэшер».
Для сценариста франшизы Дона Манчини эта часть самая нелюбимая из всех существующих. Он отмечал, что после работы над «Детскими играми 2» исчерпал все идеи. В 2013 году он заявил, что был недоволен актёрским составом, считая, что Джереми Сильверс слишком стар для роли Тайлера, а Дакин Мэтьюз не был архетипом «Р. Ли Эрми», которого он искал в Полковнике Кокрейне.
Манчини забросил франшизу о Чаки на семь лет, но в 1998 году написал сценарий для «Невесты Чаки». В интервью 2017 года режиссёр Джек Бендер согласился с мнением прессы и назвал свой фильм «довольно глупым».

## Продолжения
За фильмом последовала «Невеста Чаки» в 1998 году, «Потомство Чаки» в 2004 году, «Проклятие Чаки» в 2013 году, «Культ Чаки» в 2017 году и сериал «Чаки» в 2021 году.